# Scott Lunsford
Scott Lunsford (ur. 15 maja 1979 w Tulsa w stanie Oklahoma) – amerykański aktor filmowy i teatralny.
Występował na scenie T. Town Playhouse i Midwest Theater. Zadebiutował na dużym ekranie w dramacie sensacyjnym Pandemonium (2002). W niezależnej komedii Eating Out (2004) zagrał postać Caleba Petersona.

## Wybrana filmografia
- 2002: Pandemonium jako Joey
- 2004: Eating Out jako Caleb Peterson
- 2010: The Agency jako Stubby
- 2011: Lost in a Crowd jako Paul